# MyTube
「まいつべ」（旧愛称：MyTube (マイチューブ)→まいつべ (MYTUBE)）は、動画共有サイト上にある動画を携帯電話で閲覧・再生できる動画検索サイト。
最大の特徴は携帯電話からYouTube動画を閲覧できること。各動画共有サイトで採用されているFLVフォーマット形式の動画を、自社開発した変換エンジンで携帯電話用に変換し、携帯電話上での動画閲覧を実現している。また、まいつべの検索表示結果はクリーニング機能を搭載しているので、YouTubeなどで既に排除された動画は、検索結果として表示されていない。
まいつべの兄弟姉妹サイトとして、ニコニコ動画の映像を携帯電話にて変換し、圧縮したのちに見ることができる「ワハハ動画」がある。

## 関連サイト
- 動画共有サイト
- YouTube
- AmebaVision
- dailymotion
- Google Video
- Veoh
- MSN